# Itálie na Letních olympijských hrách 2012
Itálii na Letních olympijských hrách v roce 2012 v Londýně reprezentovala výprava 284 sportovců v 22 sportech.

## Medailisté
| Medaile | Jméno | Sport                | Soutěž                                                    |
| ------- | --- | -------------------- | --------------------------------------------------------- |
| Zlato   | Michele Frangilli Marco Galiazzo Mauro Nespoli | Lukostřelba          | Muži - družstva                                           |
| Zlato   | Elisa Di Franciscaová | Šerm                 | Ženy fleret                                               |
| Zlato   | Daniele Molmenti | Kanoistika           | Muži slalom K1                                            |
| Zlato   | Elisa Di Franciscaová Arianna Errigová Valentina Vezzaliová Ilaria Salvatori | Šerm                 | Ženy družstvo fleret                                      |
| Zlato   | Jessica Rossiová | Sportovní střelba    | Ženy trap                                                 |
| Zlato   | Valerio Aspromonte Giorgio Avola Andrea Baldini Andrea Cassarà | Šerm                 | Muži družstvo fleret                                      |
| Zlato   | Niccolò Campriani | Sportovní střelba    | Muži 50 metrů libovolná malorážka 3×40 ran polohový závod |
| Zlato   | Carlo Molfetta | Taekwondo            | Muži +80 kg                                               |
| Stříbro | Luca Tesconi | Sportovní střelba    | Muži 10 metrů vzduchová pistole                           |
| Stříbro | Niccolò Campriani | Sportovní střelba    | Muži 10 metrů vzduchová puška                             |
| Stříbro | Arianna Errigová | Šerm                 | Ženy fleret                                               |
| Stříbro | Diego Occhiuzzi | Šerm                 | Muži šavle                                                |
| Stříbro | Alessio Sartori Romano Battisti | Veslování            | mužský dvojskif                                           |
| Stříbro | Massimo Fabbrizi | Sportovní střelba    | Muži trap                                                 |
| Stříbro | Clemente Russo | Box                  | Muži váha těžká do 91 kg                                  |
| Stříbro | Roberto Cammarelle | Box                  | Muži váha supertěžká nad 91 kg                            |
| Stříbro | Stefano Tempesti Amaurys Pérez Niccolò Gitto Pietro Figlioli Alex Giorgetti Maurizio Felugo Giacomo Pastorino Massimo Giacoppo Valentino Gallo Christian Presciutti Deni Fiorentini Matteo Aicardi Danijel Premuš | Vodní pólo           | Muži družstvo                                             |
| Bronz   | Valentina Vezzaliová | Šerm                 | Ženy fleret                                               |
| Bronz   | Rosalba Forcinitiová | Judo                 | Ženy - 52 kg                                              |
| Bronz   | Aldo Montano Diego Occhiuzzi Luigi Tarantino Luigi Samele | Šerm                 | Muži družstvo šavle                                       |
| Bronz   | Matteo Morandi | Sportovní gymnastika | Muži kruhy                                                |
| Bronz   | Martina Grimaldiová | Plavání              | Ženy marathon 10 km                                       |
| Bronz   | Fabrizio Donato | Atletika             | Muži trojskok                                             |
| Bronz   | Vincenzo Mangiacapre | Box                  | Muži velterová váha do 64 kg                              |
| Bronz   | Mauro Sarmiento | Taekwondo            | Muži −80 kg                                               |
| Bronz   | Luigi Mastrangelo Simone Parodi Samuele Papi Michal Lasko Ivan Zaytsev Dante Boninfante Cristian Savani Dragan Travica Alessandro Fei Emanuele Birarelli Andrea Bari Andrea Giovi                                 | Volejbal             | turnaj mužů                                               |
| Bronz   | Marco Aurelio Fontana | Cyklistika           | Muži cross-country                                        |
| Bronz   | Elisa Bianchi Romina Laurito Marta Pagnini Elisa Santoniová Anzhelika Savrayuk Andreea Stefanescu | Moderní gymnastika   | Ženy družstvo                                             |